# Vauxhall 14-6
La Vauxhall 14-6 est une automobile qui fut produite par Vauxhall pendant la période où il appartenait à General Motors.

## General Motors six-fenêtres
Annoncée pour le earl's court Motor Show de 1933, la 14-6 était proposée en berline  six-fenêtres, quatre portes, propulsée par un moteur 6 cylindres en ligne à soupapes en tête de 1.781 cm³ et dotée d'une boîte à quatre rapports. Elle était munie d'une suspension avant indépendante de type Dubonnet.

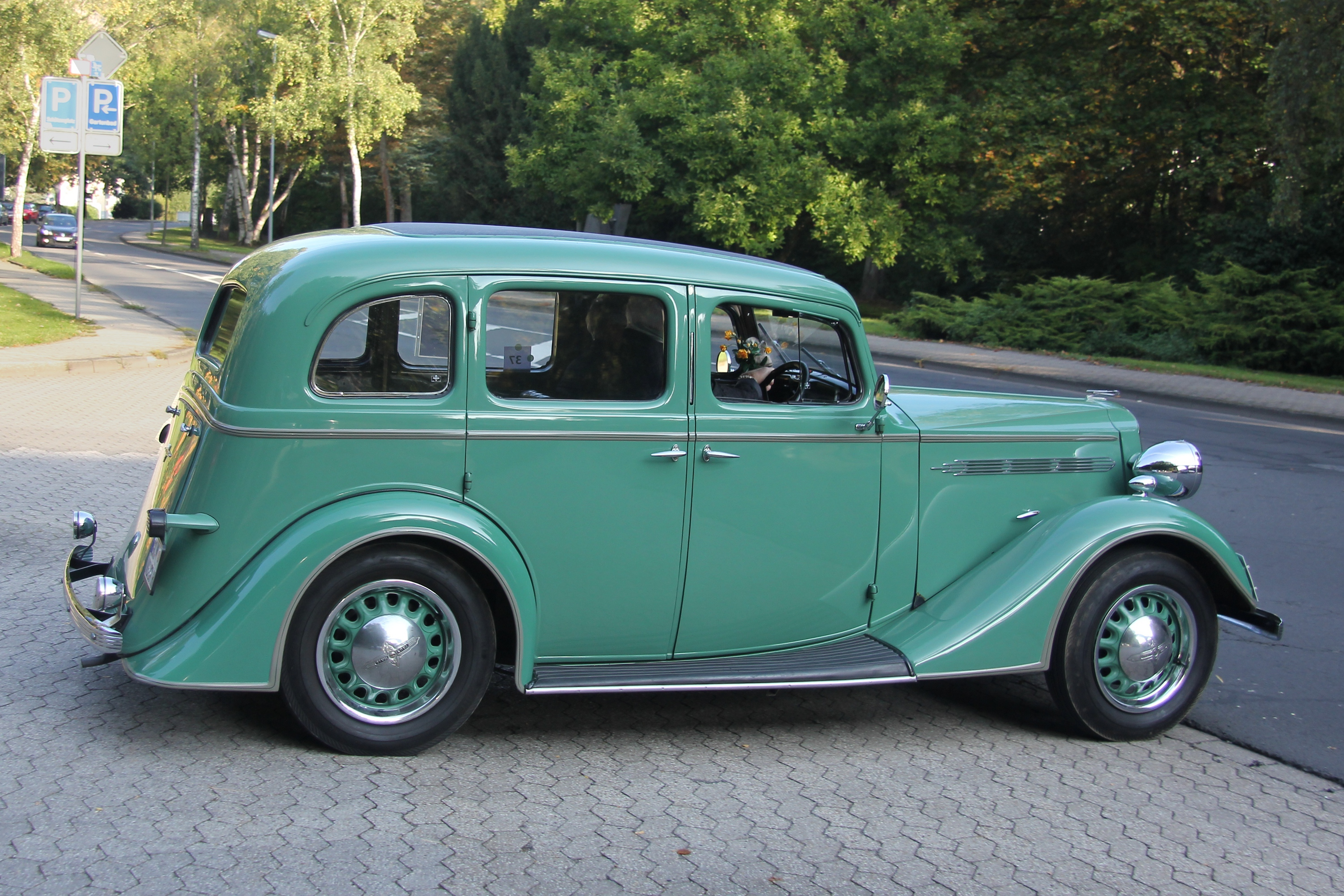
Berline sur châssis séparé de 1933-36, calandre plate
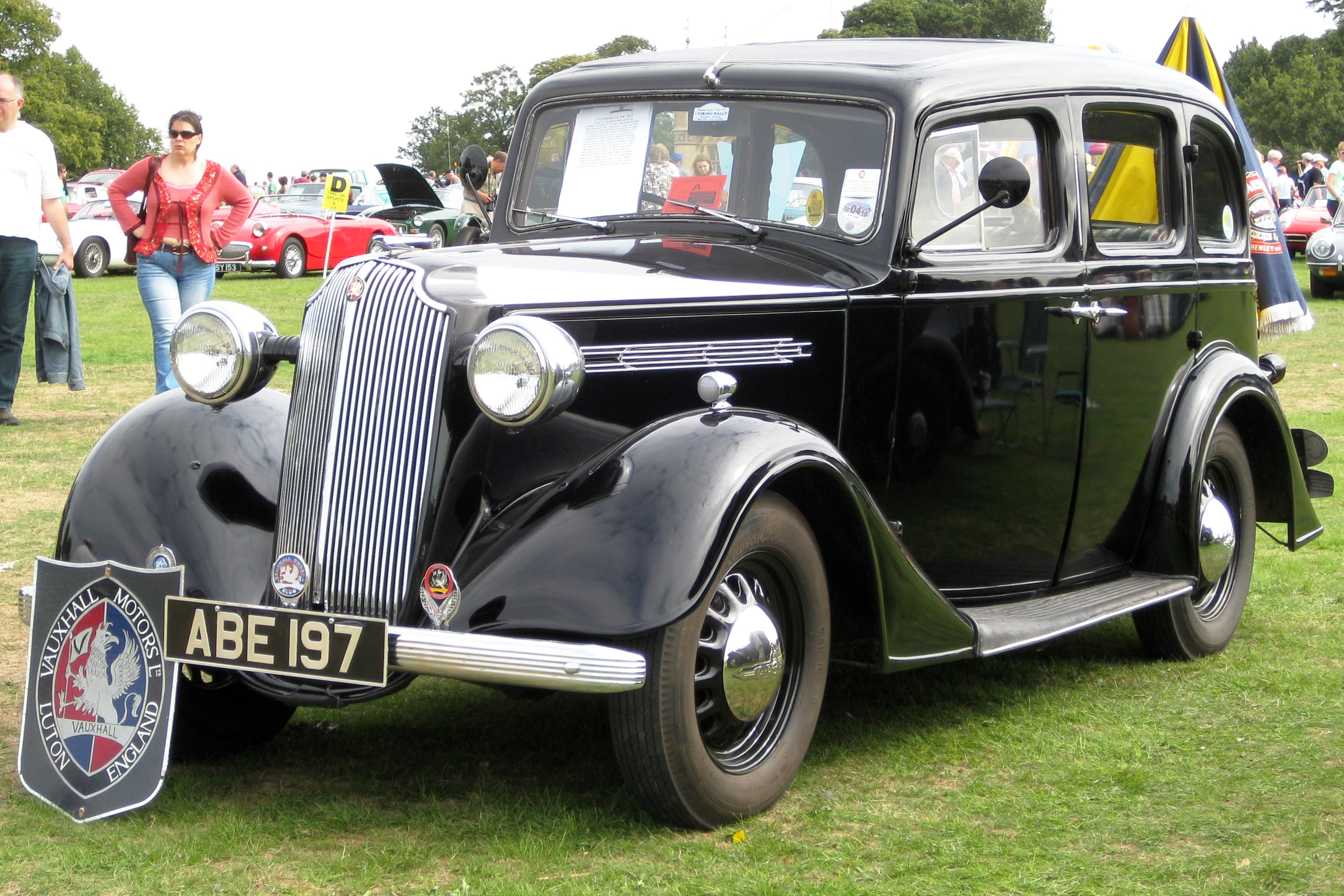
Berline sur châssis séparé de 1936-38, nouvelle calandre
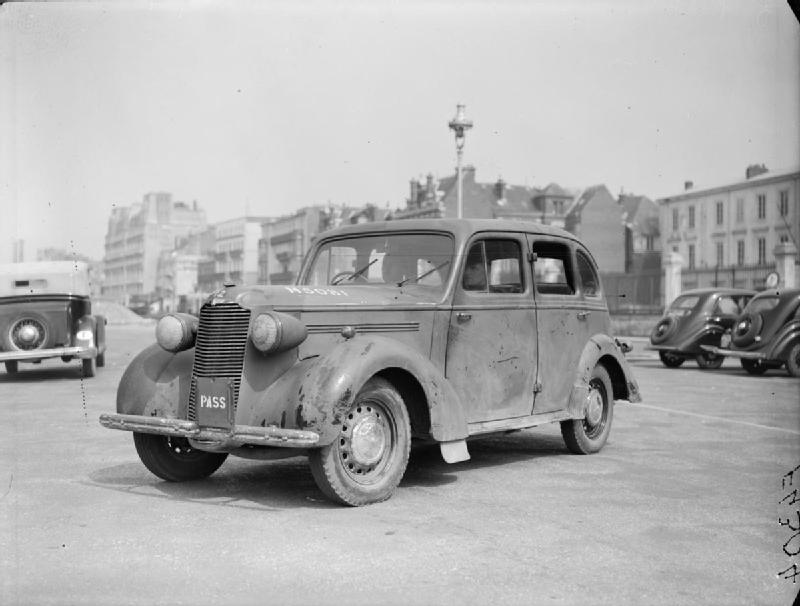
Berline de 1938-1939 en service en France en 1940

### Carrosseries
Programme de 1934:
Les Carrosseries Vauxhall

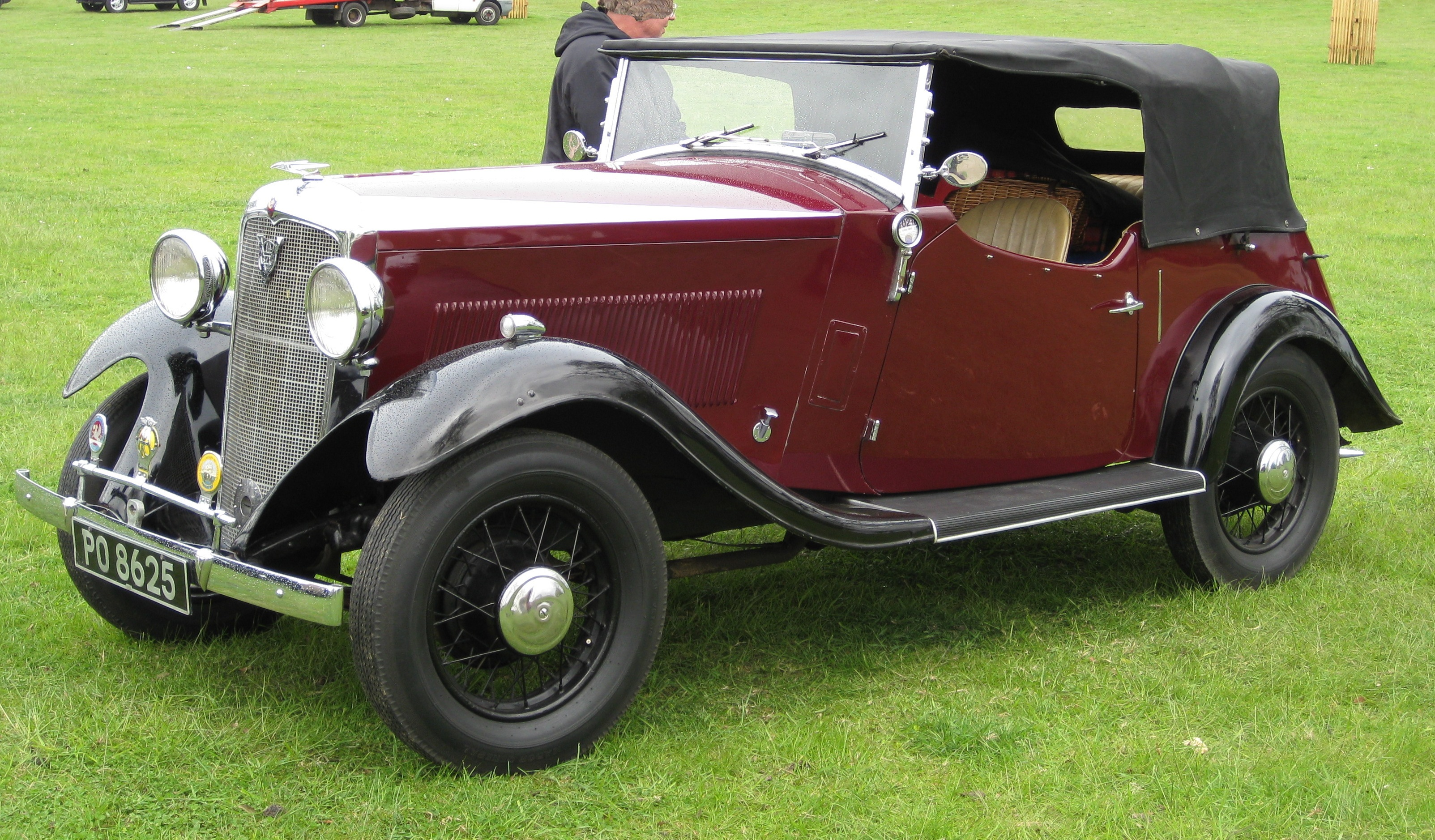
Stratford quatre places de sport 1933
par Whittingham Et Mitchel

- Berline 4-porte 6-fenêtres avec toit coulissant
- Coupé 2 portes, avec toit coulissant

Carrosseries conçues par d'autres carrossiers proposées au catalogue Vauxhall
- Tickford Quatuor Coupé (par Salmons)
- Pendine 4-places randonneuse Sport (par Holbrook)
- Suffolk Berline Sport et Randonnée (par Holbrook)
- Stratford 4-places Sport (par Whittingham & Mitchel)
- Tourer (randonneuse) (par Duple)
- 2 places avec coffre (par Duple)[4]

## Modèle à châssis-coque unitaire de septembre 1938
Le moteur précédent fut retenu. Les fonctionnalités comprennent un châssis-coque unitaire, des suspensions avant indépendantes et un boîte de vitesses à trois rapports remplaçant la quatre-vitesse "troisième silencieuse". Les modèles d'après-guerre se distinguent par des changements aux grilles de capot et à la calandre.
45 499 exemplaires ont été produits, y compris 30 511 après-guerre.

## La production australienne
La Vauxhall 14 J fut également produite par General Motors Holden en Australie. À compter de 1939, la 14 a été proposée en carrosseries berline, coupé et roadster et en Grande-Bretagne, mais dans une version Holden, un utilitaire léger. Une berline 14 a été la première voiture civile à être produite par GMH après-guerre, sortant de la ligne d'assemblage Fishermans Bend le 21 mai 1946.

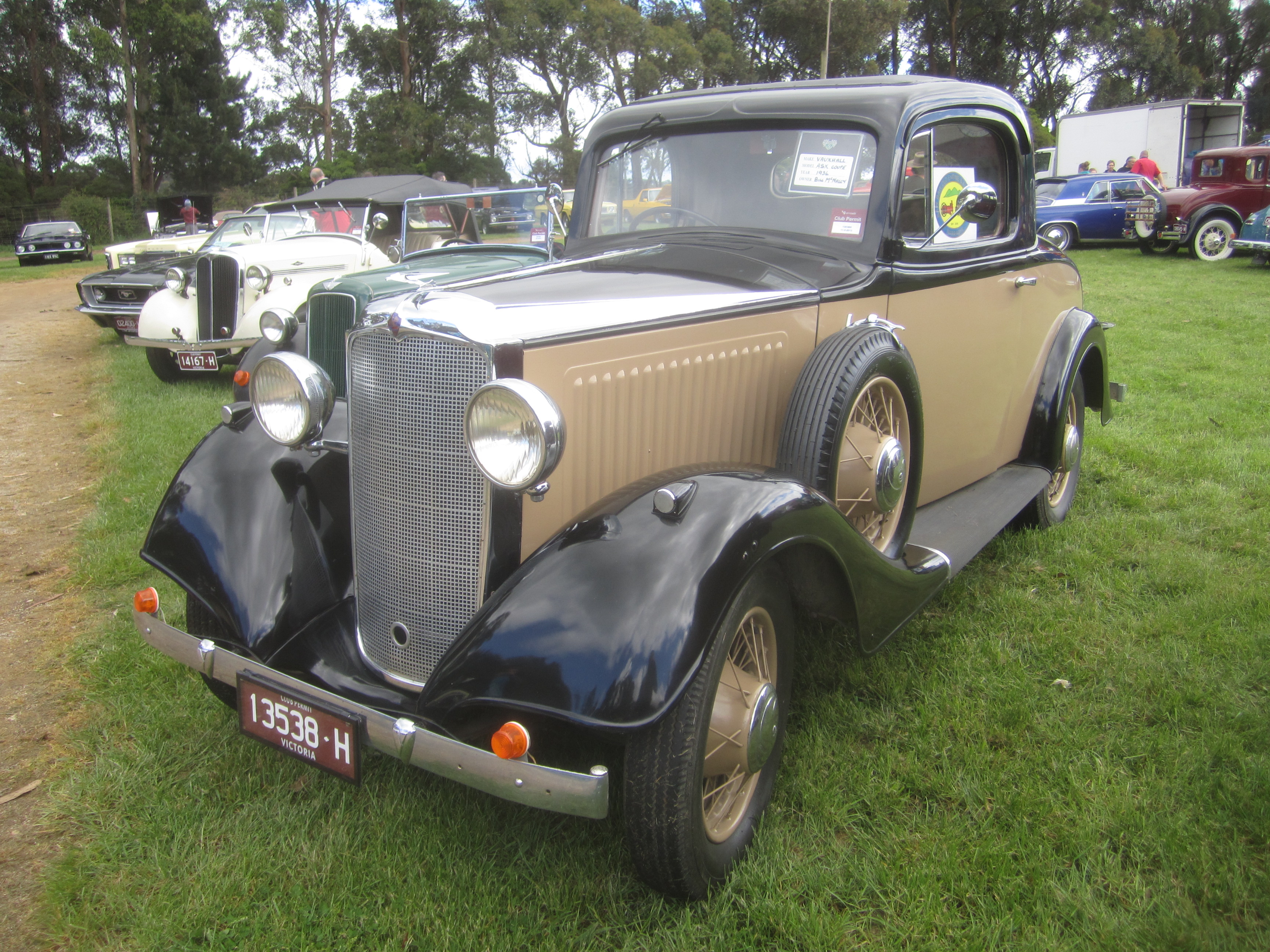
Coupé 1934
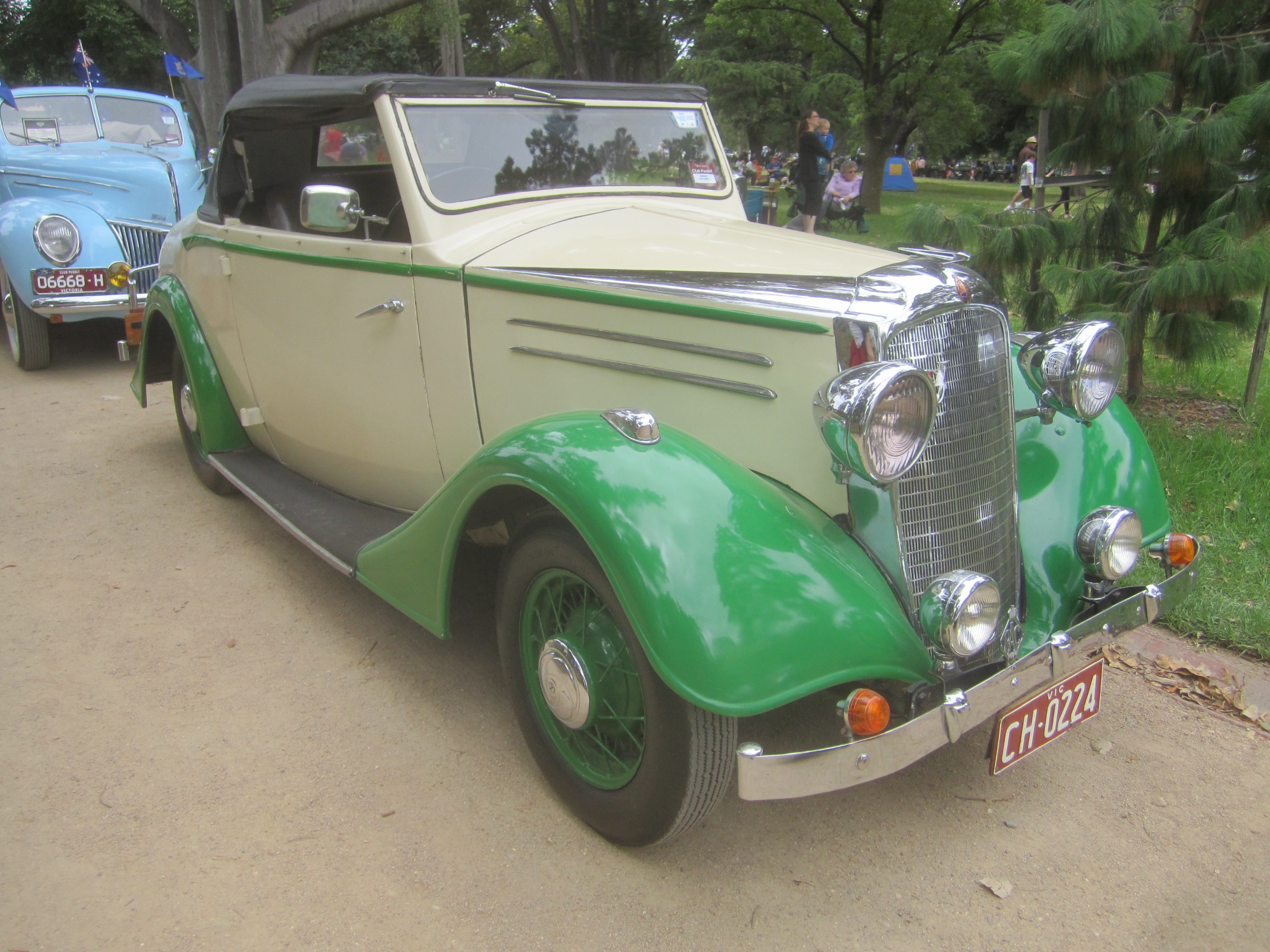
Stratford Tourer c. 1935
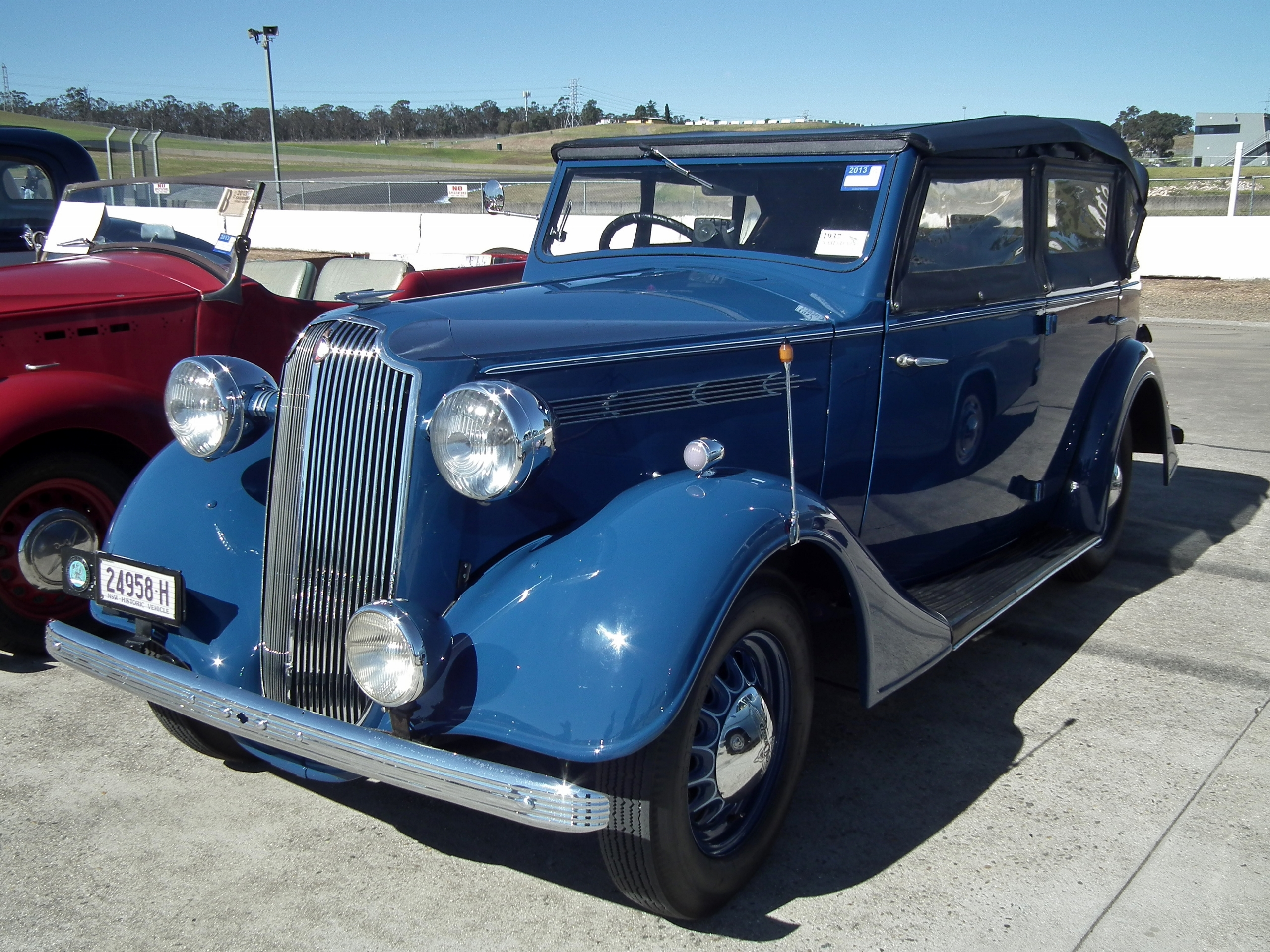
Tourer 1937
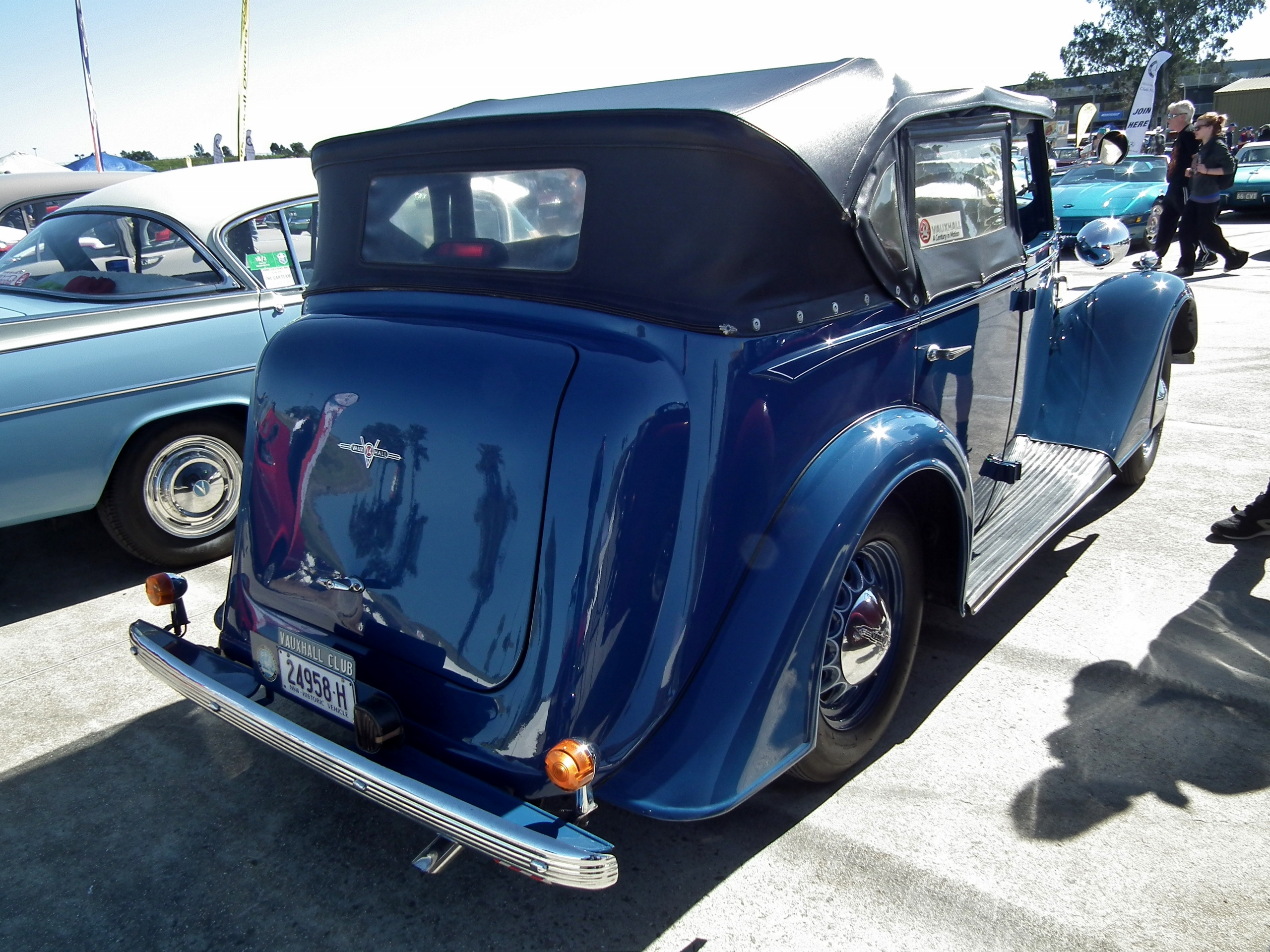
Tourer 1937

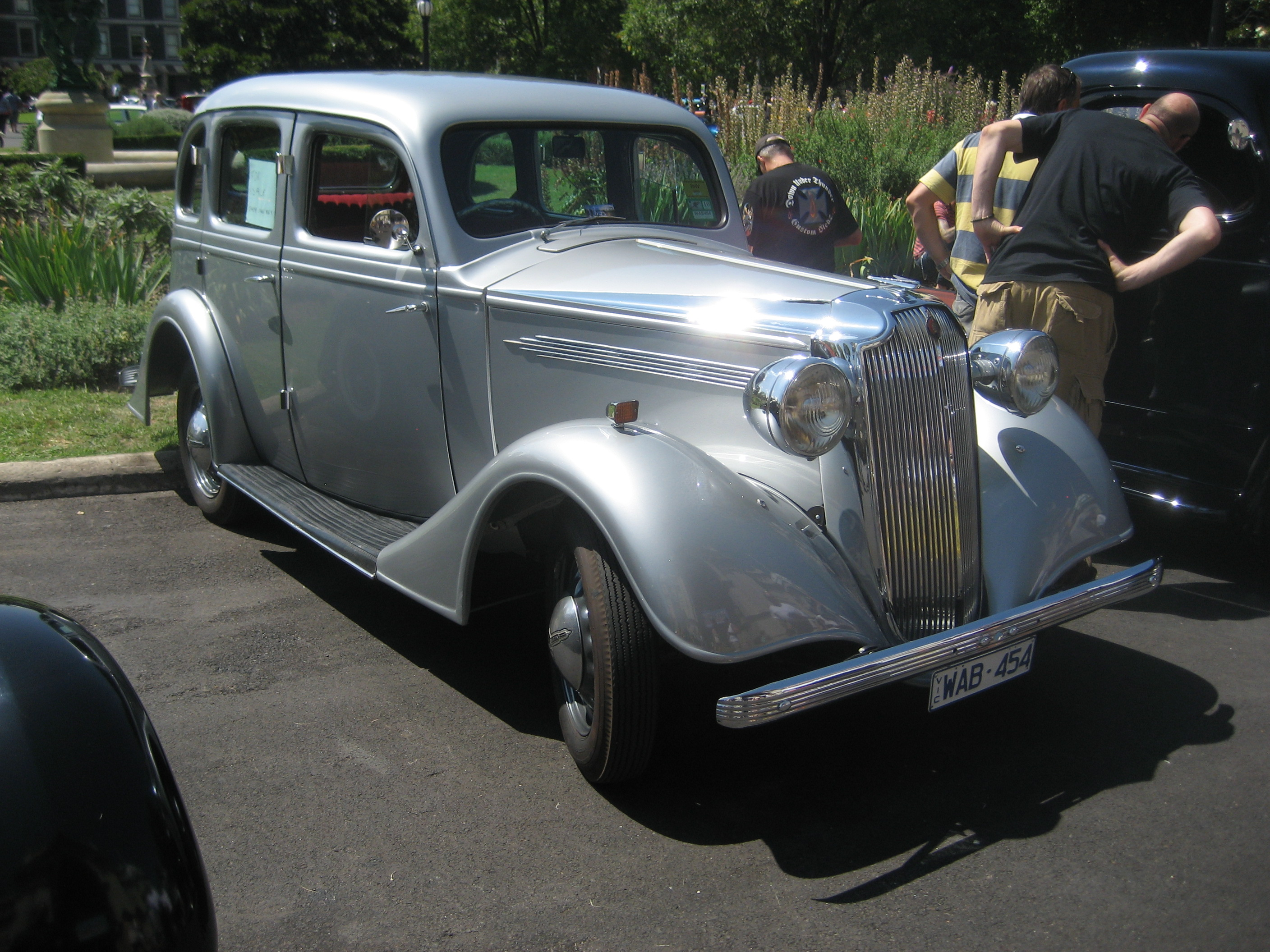
Salon c. 1938
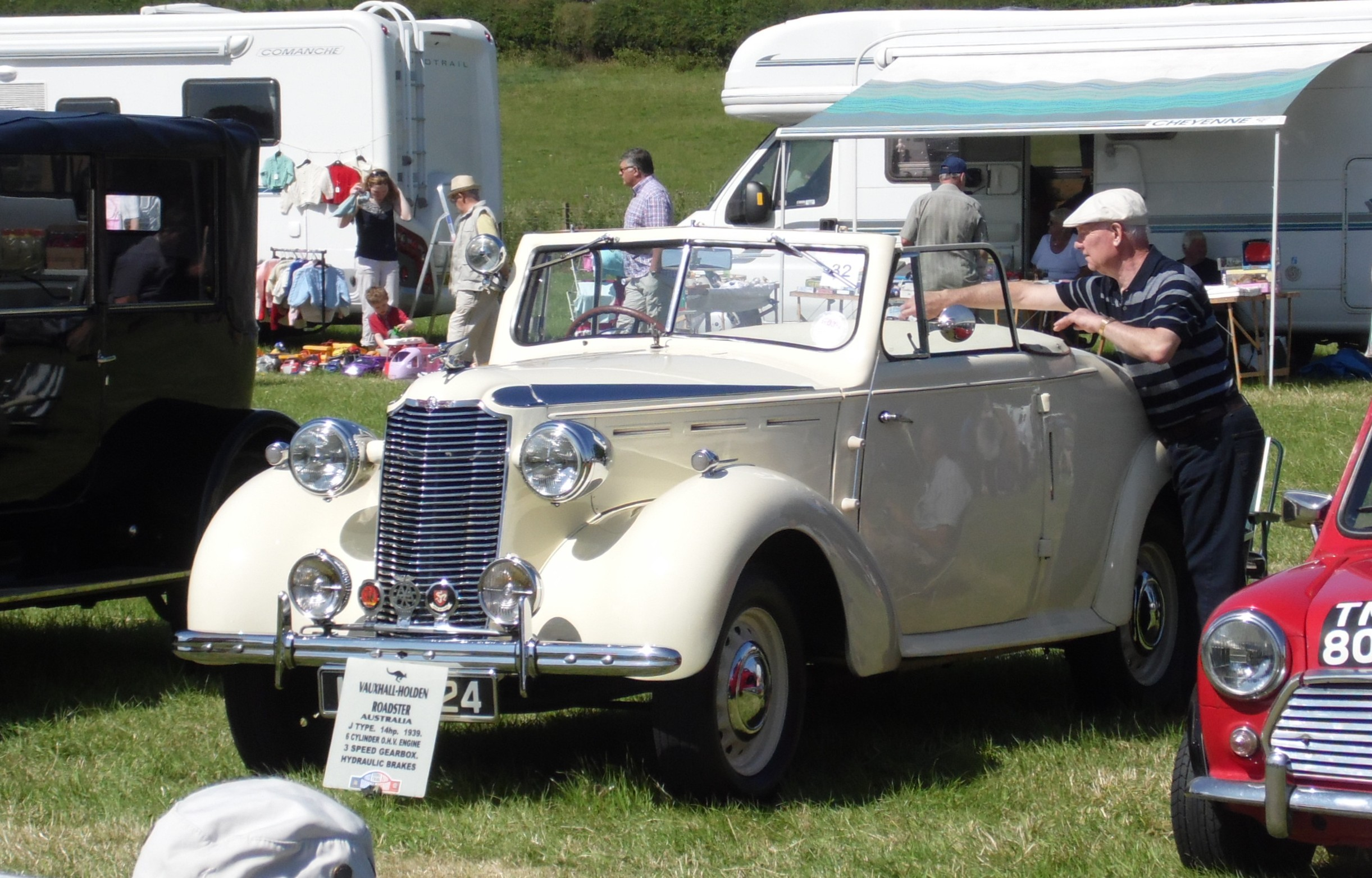
Drophead coupé 1939
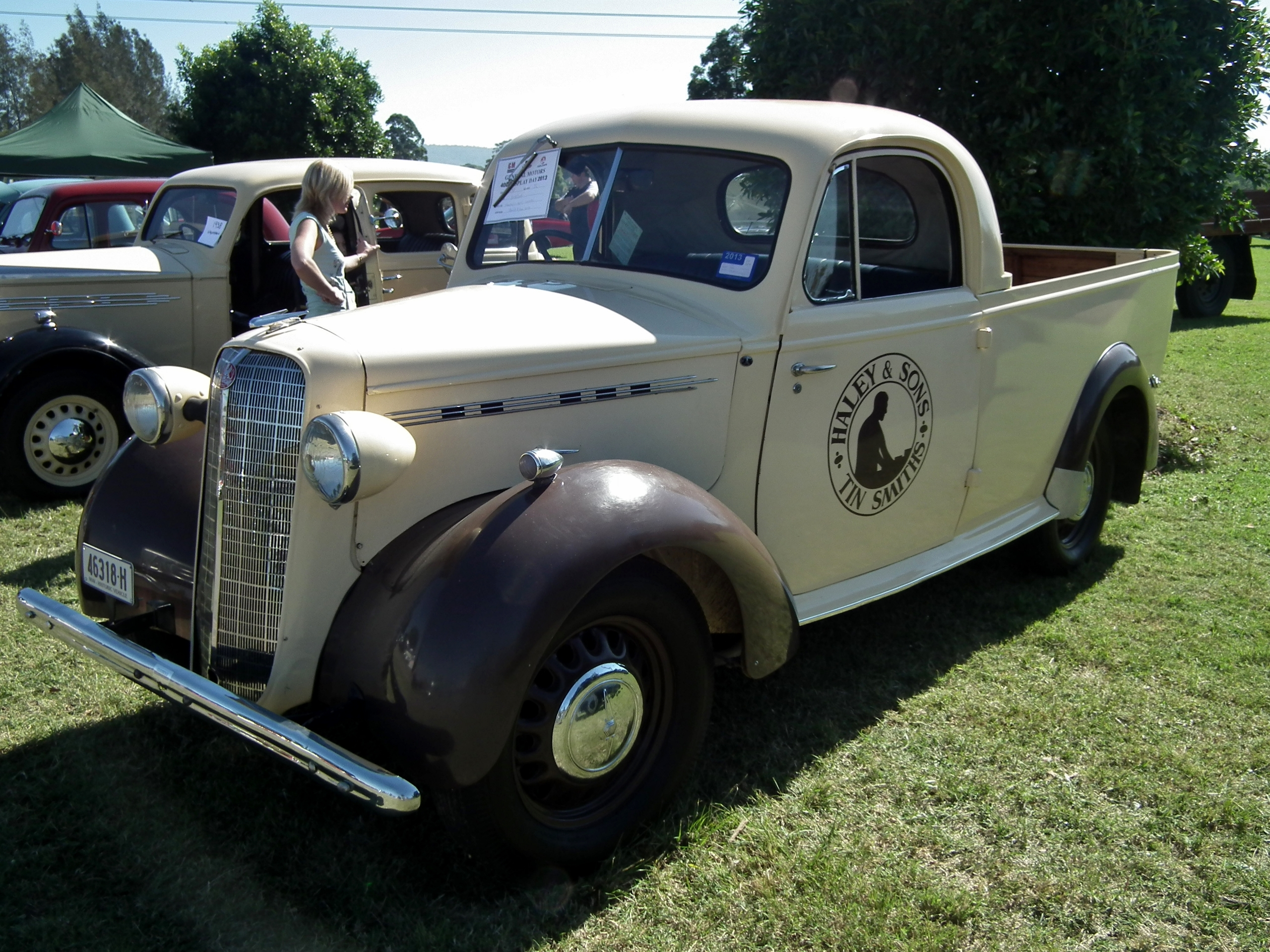
Bedford coupé utilitaire 1940
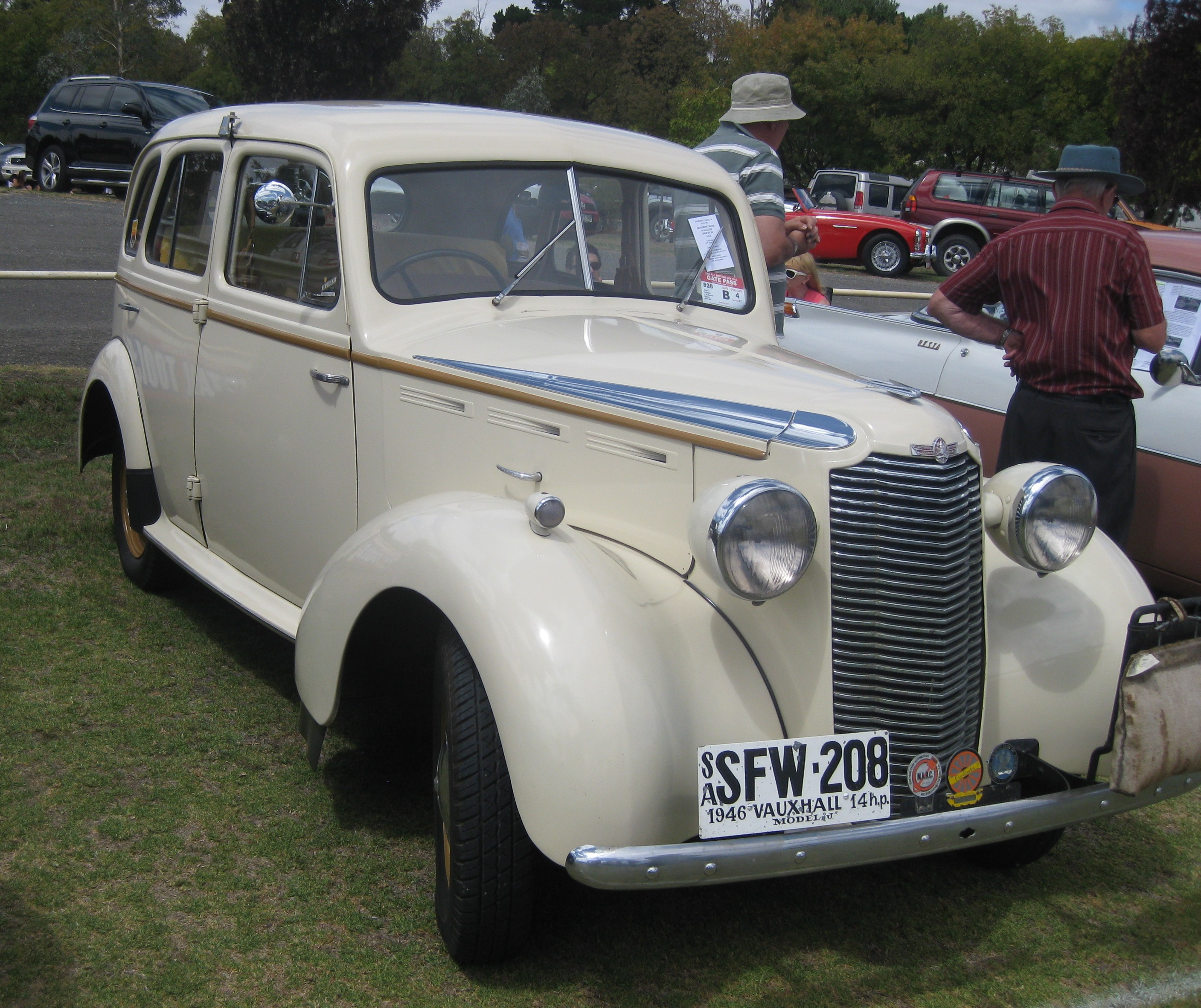
Holden (Modèle J) de 1946. Notez le pare-brise et le toit divisés.